# La Rumorosa
La Rumorosa es el nombre de una localidad del municipio de Tecate, Baja California, México, a la vez del tramo de la Sierra de Juárez cercana al poblado, y el tramo de la autopista y ruta principal que va de Mexicali, a Tecate. El poblado está ubicado en la parte alta. La Rumorosa es centro de descanso para los cachanillas, en verano para escapar del calor y en invierno cuando nieva ya que en el linderos norte del poblado se encuentran un sitio arqueológico de pinturas rupestres resguardado por el INAH, denominado Vallecitos las cuales son una atracción turística, por su icónica figura "el diablito", y "El hombre enraizado"; también cuenta con un museo de sitio "Campo Alaska", la piedra Yumana, y algunos restaurantes.
De acuerdo con el censo de población del año 2020, hay alrededor de 1677 habitantes.

## Localización geográfica
Se localiza geográficamente en los 32º32'06" N y los 116º03'00" W; la altitud del poblado es de 1278 m s. n. m. Sin embargo el cerro más alto de sus alrededores llega a los 1333 m s. n. m.
Está a 11 km al sur de la frontera cerca del pueblo de Jacumba, California en los Estados Unidos.

## Demografía
El censo de 1980, registró una población de 531 habitantes; en 1990, se incrementó a 1387 habitantes; y, durante el conteo de 1995, hubo un decremento de la población, situándose en 1246 habitantes.[cita requerida]
Durante el censo de 2000, la población se sitúa en 2033 habitantes. En 2005, el INEGI registró una población de 1615 habitantes y para el 2010 se incrementó a 1836 habitantes. En 2020, se reportó una disminución en la población, pasando a contar con 1677 habitantes.

## Autopista

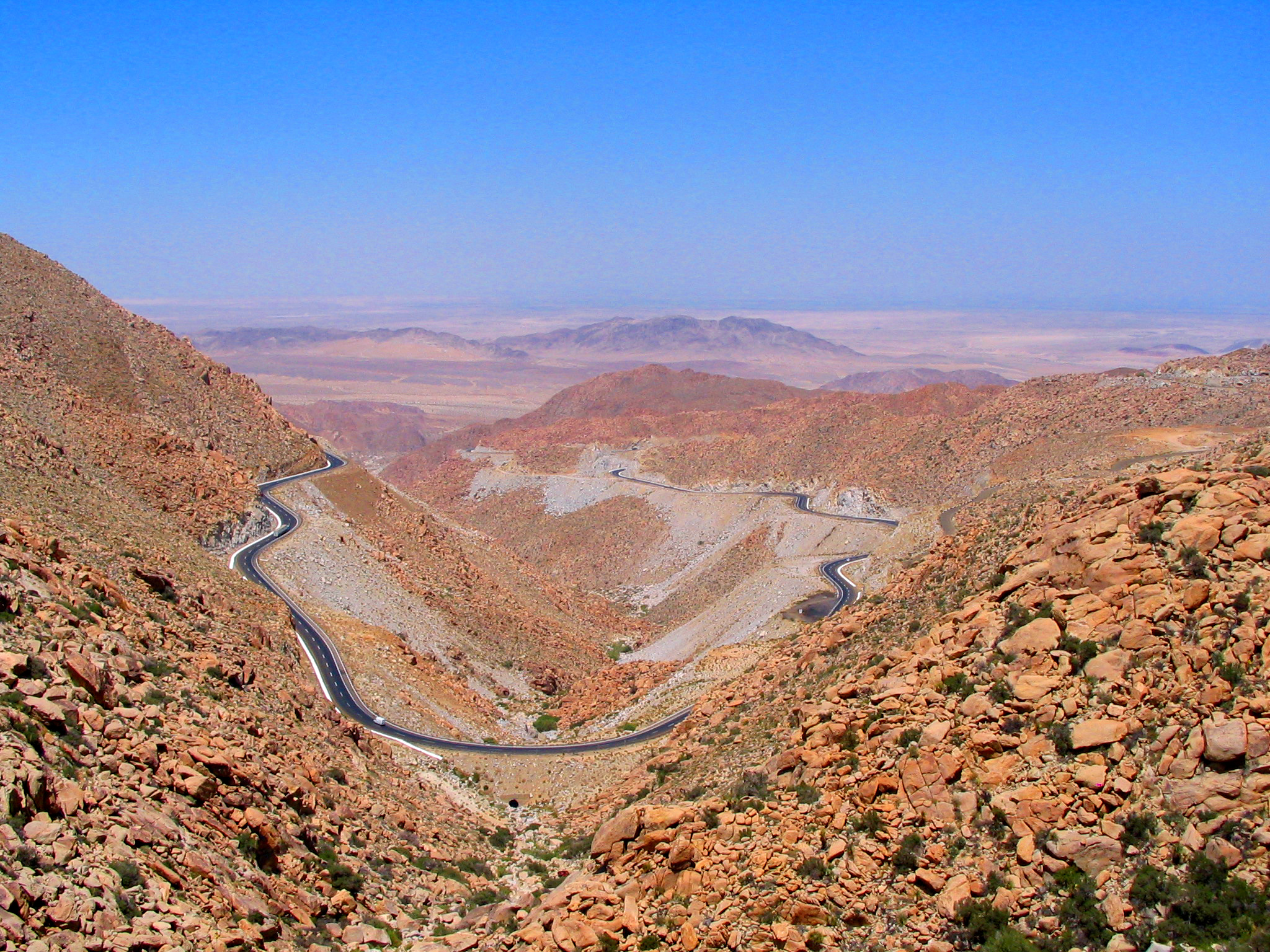
Vista de La Rumorosa.

Suele asociarse también el nombre de: "La Rumorosa"  con la famosa carretera que cruza la sierra de Juárez, en la Península de Baja California. Este tramo carretero, lleno de curvas, es parte de la Carretera Federal 2.
Inicialmente, esta carretera contaba con un solo camino de dos sentidos, un tanto peligroso debido al viento de la región, a la inclinación y sinuosidad del camino. Actualmente existen dos caminos de dos carriles cada uno, uno de subida y otro de bajada, con un mejor señalamiento y por consecuencia, una reducción significativa de accidentes.
No obstante y aún con las medidas de seguridad, la carretera sigue considerándose una de las más peligrosas para conductores poco experimentados, por lo que se aconseja siempre llevar una distancia mínima de seguridad, no rebasar el límite de velocidad y frenar con motor cada vez que sea posible y en la noche o en condiciones adversas mantener encendidas las luces del vehículo.

## El Vallecito
En el poblado de La Rumorosa, se encuentra la zona arqueológica "El Vallecito", es un conjunto de pinturas rupestres que son un verdadero retrato de la herencia prehispánica de Baja California.

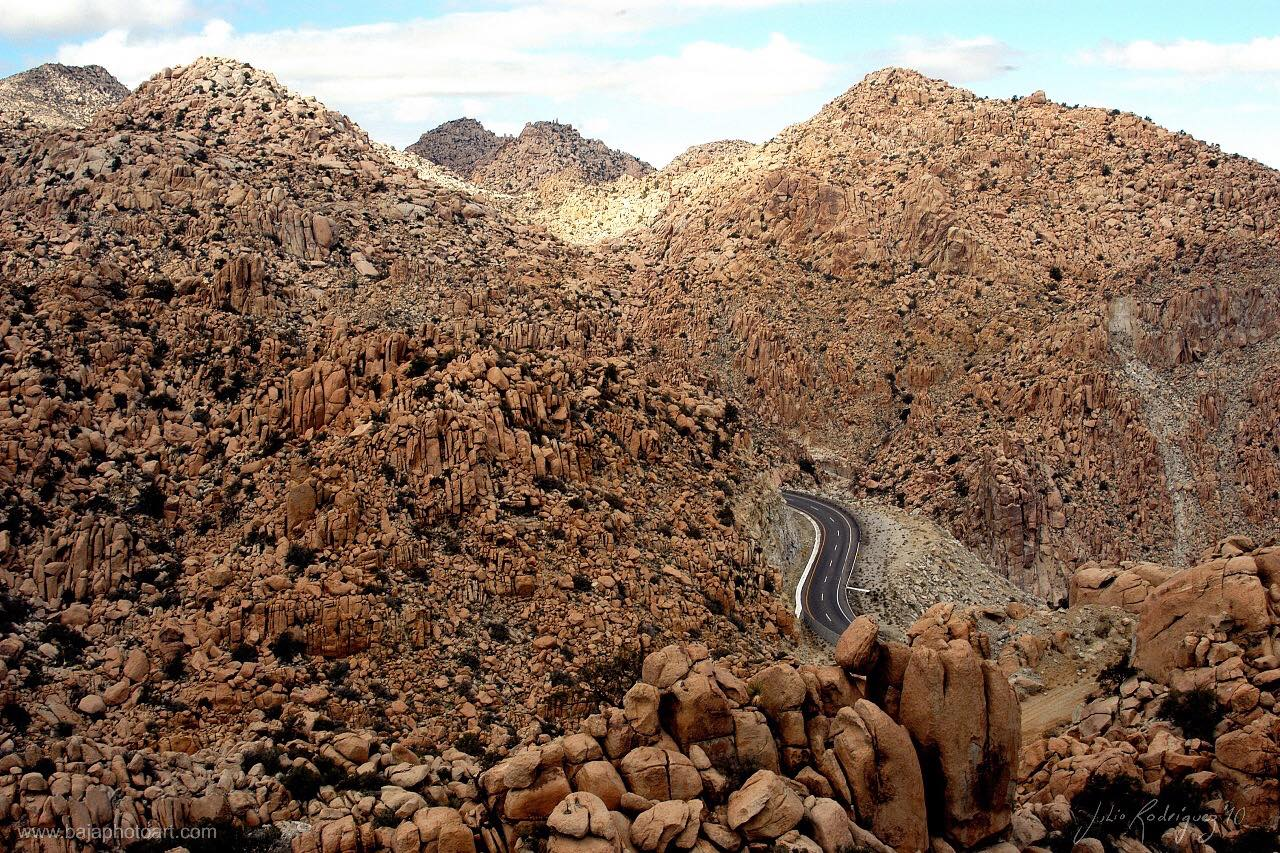
Carril de subida, Carretera la Rumorosa

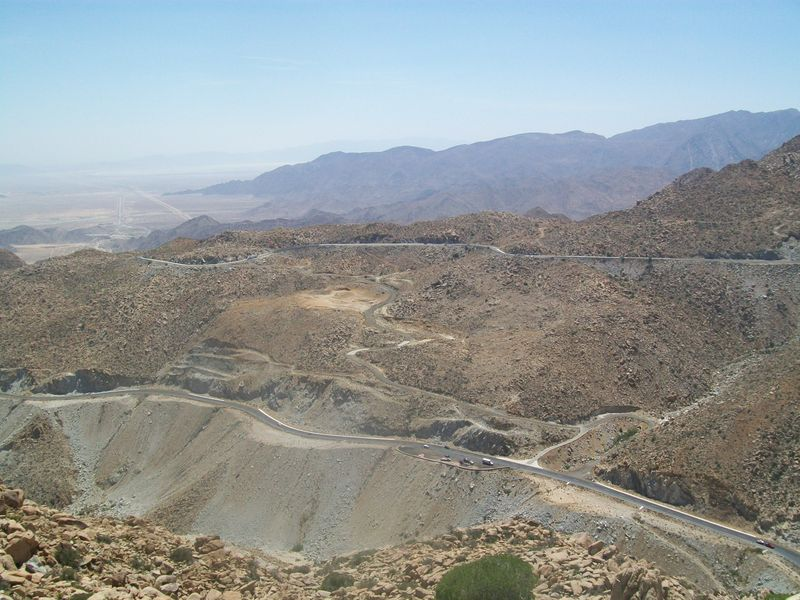
Autopista la rumorosa Carril de subida.

Actualmente, se ha detectado la presencia de restos de cerámica esparcida en los resguardos y una gran cantidad de morteros. Hasta la fecha, en El Vallecito se han detectado más de 18 conjuntos de pinturas rupestres, entre los importantes se encuentran: Conjunto "El Hombre Enraizado", Conjunto "Cueva del Indio", Conjunto "El Diablillo", Conjunto "Wittinñur" y el Conjunto "El Tiburón".

## Clima

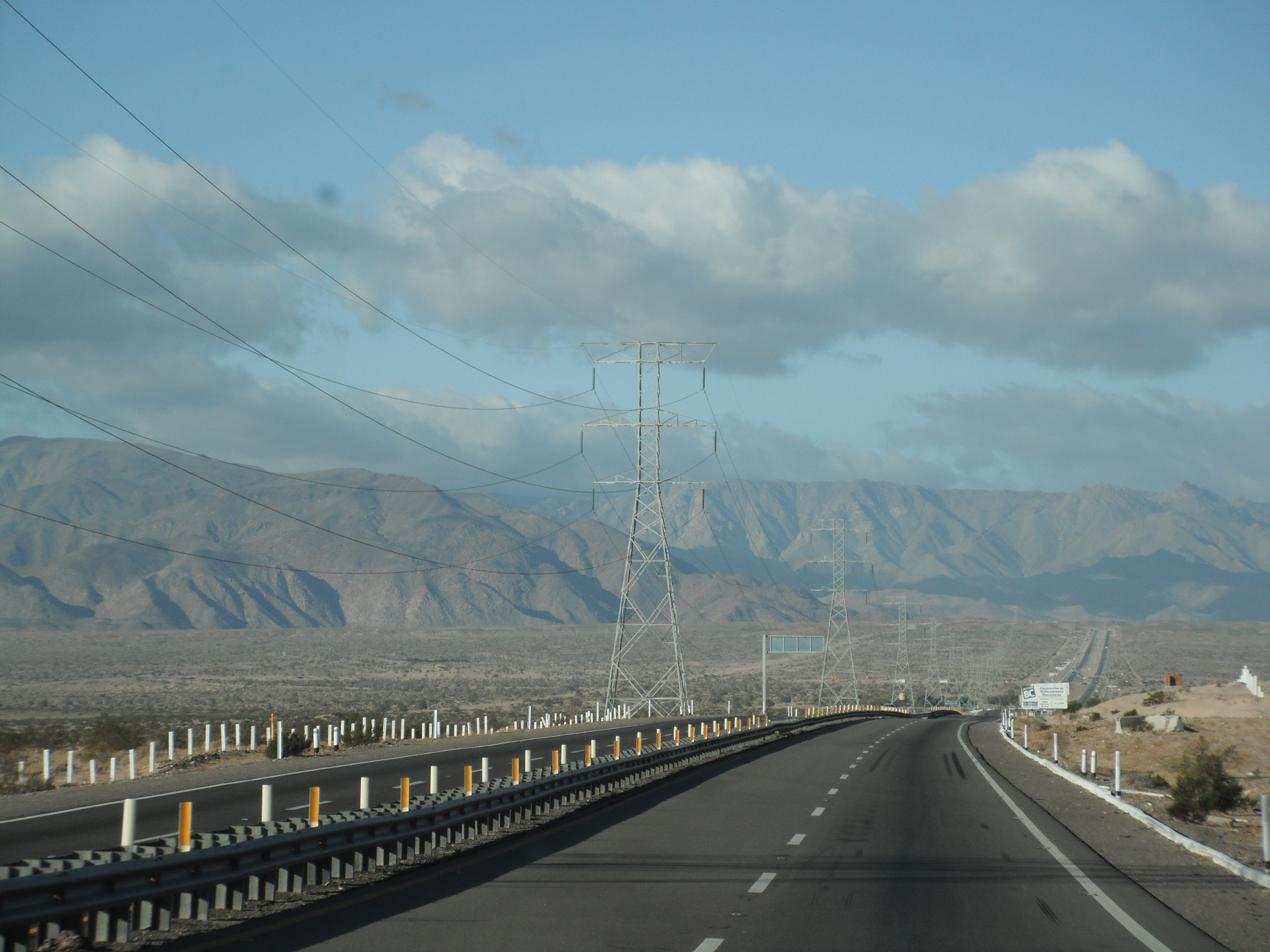
Camino a la Rumorosa, tramo Laguna Salada

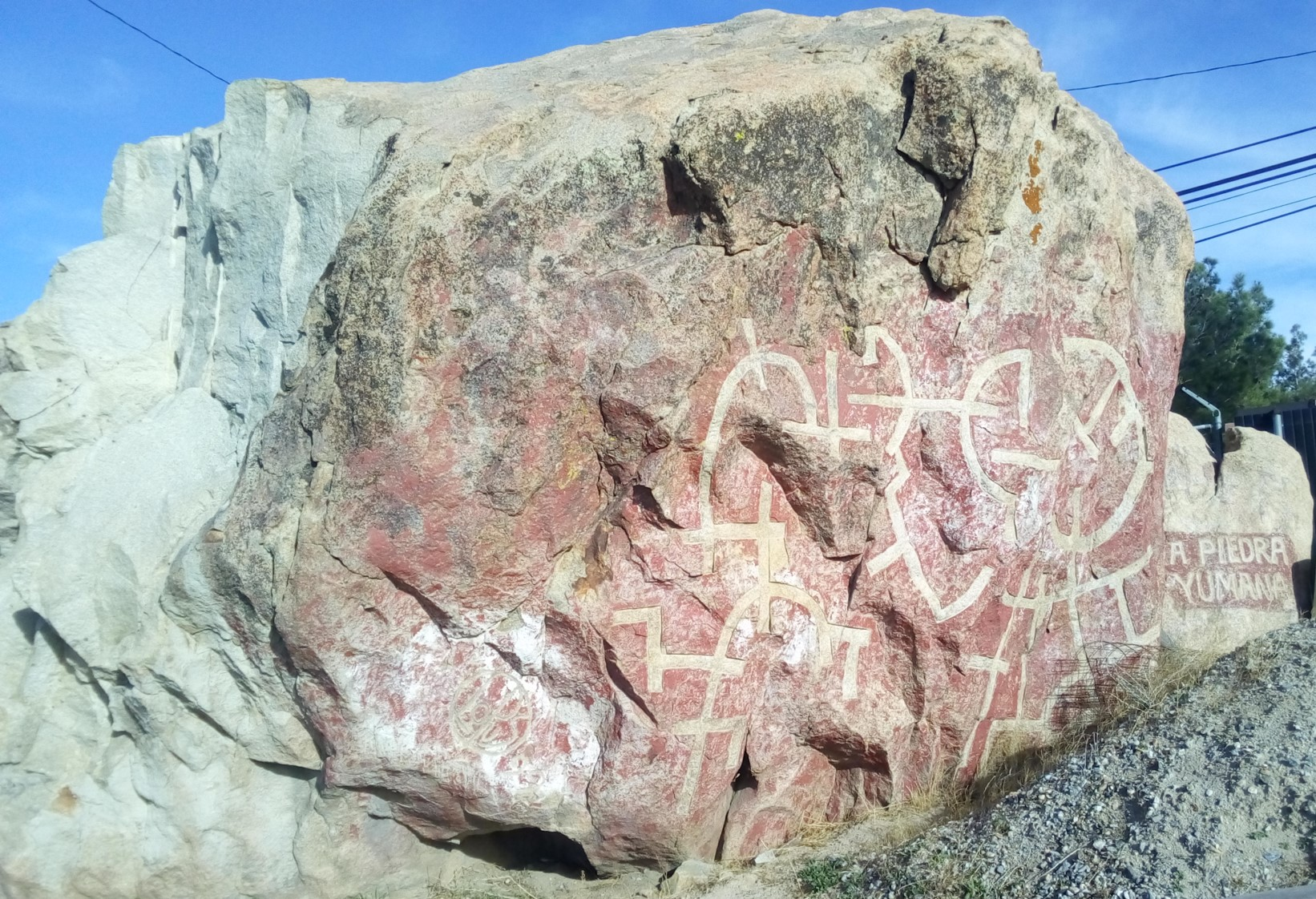
La Piedra Yumana por José Guadalupe Castro Medina (Lopus Diarakato)

El clima de La Rumorosa es caluroso y seco durante los meses de mayo a septiembre, que es el período de la estación seca, y frío subhúmedo de los meses de noviembre a abril. 
Durante la estación lluviosa pueden ocurrir períodos de frío prolongado con nevadas importantes, siendo enero el mes con más nevadas. Los vientos son frecuentes, por lo que se han instalado dos parques eólicos uno público y uno privado. La temperatura media de La Rumorosa en el mes más frío (enero) es de 7 °C y en el mes más caliente (julio) es de 24 °C. En temporada invernal, se llegan a presentar tormentas de nieve.

## Cultura popular
- La canción "El Corrido del Caballo Blanco" del autor José Alfredo Jiménez hace mención a La Rumorosa, al punto que hay una parada en la carretera con un monumento al Caballo Blanco.

- La canción "La Boda del Cuitlacoche" de Los Broncos de Reynosa, popularizada por Carín León también hace mención al poblado.

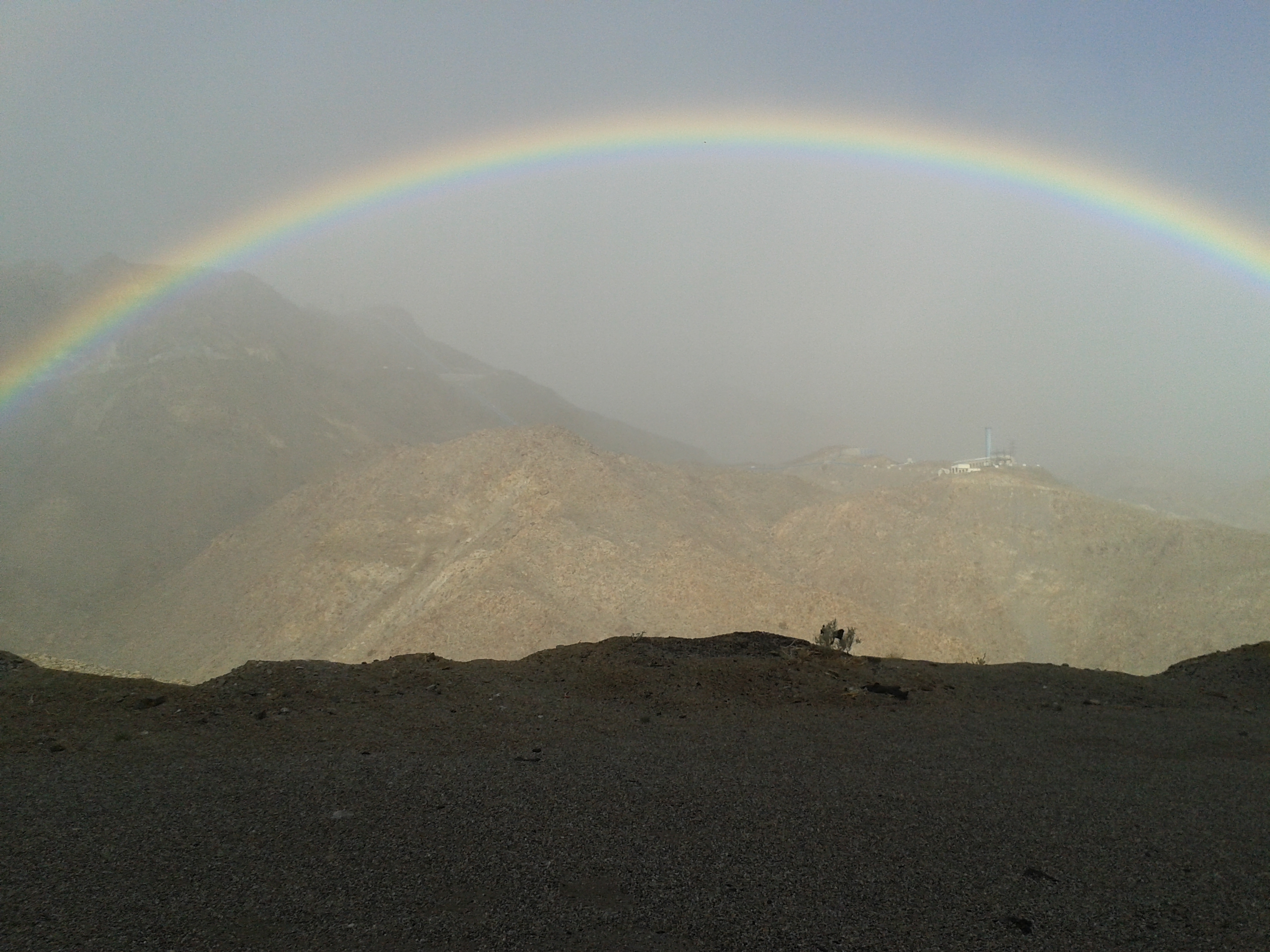
Estación de bombeo del acueducto Río Colorado-Tijuana en subida de la Rumorosa